# Okręg wyborczy nr 35 do Sejmu Rzeczypospolitej Polskiej
Okręg wyborczy nr 35 do Sejmu Rzeczypospolitej Polskiej obejmuje obszar miasta na prawach powiatu Olsztyna oraz powiatów ełckiego, giżyckiego, gołdapskiego, kętrzyńskiego, mrągowskiego, nidzickiego, oleckiego, olsztyńskiego, piskiego, szczycieńskiego i węgorzewskiego (województwo warmińsko-mazurskie). W obecnym kształcie został utworzony w 2001. Wybieranych jest w nim 10 posłów w systemie proporcjonalnym (do 2005 wybierano 9 posłów).
Siedzibą okręgowej komisji wyborczej jest Olsztyn.

## Wyniki wyborów
| Podział 9 mandatów: SLD–UP: 5 Samoobrona: 1 PO: 1 PiS: 1 LPR: 1 |

| Podział 10 mandatów: SLD: 1 Samoobrona: 1 PSL: 1 PO: 3 PiS: 3 LPR: 1 |

| Podział 10 mandatów: LiD: 1 PSL: 1 PO: 5 PiS: 3 |

| Podział 10 mandatów: SLD: 1 RP: 1 PSL: 1 PO: 5 PiS: 2 |

| Podział 10 mandatów: PSL: 1 NRP: 1 K’15: 1 PO: 3 PiS: 4 |

| Podział 10 mandatów: SLD: 1 KO: 3 PSL: 1 PIS: 5 |

| Podział 10 mandatów: NL: 1 KO: 4 TD: 1 PiS: 4 |

## Reprezentanci okręgu
| Sejm | Rok  | Poseł KW                          | Poseł KW                                                  | Poseł KW                     | Poseł KW             | Poseł KW     | Poseł KW              | Poseł KW          | Poseł KW                          | Poseł KW           | Poseł KW         | Poseł KW                  | Poseł KW                      | Poseł KW          | Poseł KW            | Poseł KW | Poseł KW                   | Poseł KW | Poseł KW        | Poseł KW | Poseł KW |
| ---- | ---- | --------------------------------- | --------------------------------------------------------- | ---------------------------- | -------------------- | ------------ | --------------------- | ----------------- | --------------------------------- | ------------------ | ---------------- | ------------------------- | ----------------------------- | ----------------- | ------------------- | -------- | -------------------------- | -------- | --------------- | -------- | -------- |
| IV   | 2001 |                                   | T. Iwiński SLD–UP (2001) SLD (2005) LiD (2007) SLD (2011) |                              | J. Dziewulski SLD–UP |              | H. Nowina Konopka LPR |                   | J. Czepułkowski SLD–UP            |                    | S. Florek SLD–UP |                           | M. Żyliński PO                |                   | J. Sosnowska SLD–UP |          | M. Aszkiełowicz Samoobrona |          | A. Szczygło PiS | –        | –        |
| V    | 2005 |                                   | T. Iwiński SLD–UP (2001) SLD (2005) LiD (2007) SLD (2011) | S. Rybicki PO                | E. Ośko LPR          |              | L. Staroń PO          |                   | A. Puza PiS                       | B. Bublewicz PO    |                  | J. Gosiewski PiS          |                               | Z. Włodkowski PSL |                     |          | M. Aszkiełowicz Samoobrona |          | A. Szczygło PiS |          |          |
| V    | 2006 | T. Plawgo PiS                     | T. Iwiński SLD–UP (2001) SLD (2005) LiD (2007) SLD (2011) | S. Rybicki PO                | E. Ośko LPR          | I. Arent PiS | L. Staroń PO          |                   |                                   | B. Bublewicz PO    |                  | J. Gosiewski PiS          |                               | Z. Włodkowski PSL |                     |          | M. Aszkiełowicz Samoobrona |          |                 |          |          |
| VI   | 2007 |                                   | T. Iwiński SLD–UP (2001) SLD (2005) LiD (2007) SLD (2011) | S. Rybicki PO                |                      | I. Arent PiS | L. Staroń PO          | A. Orzechowski PO | A. Szczygło PiS                   | B. Bublewicz PO    |                  | J. Gosiewski PiS          | J. Cichoń PO (2007) KO (2019) | A. Krzyśków PSL   |                     |          |                            |          |                 |          |          |
| VI   | 2009 | W. Kossakowski PiS                | T. Iwiński SLD–UP (2001) SLD (2005) LiD (2007) SLD (2011) | S. Rybicki PO                |                      | I. Arent PiS | L. Staroń PO          | A. Orzechowski PO |                                   | B. Bublewicz PO    |                  | J. Gosiewski PiS          | J. Cichoń PO (2007) KO (2019) | A. Krzyśków PSL   |                     |          |                            |          |                 |          |          |
| VII  | 2011 |                                   | T. Iwiński SLD–UP (2001) SLD (2005) LiD (2007) SLD (2011) | P. Papke PO (2011) KO (2019) | J. Szmit PiS         | I. Arent PiS | L. Staroń PO          | A. Orzechowski PO |                                   | B. Bublewicz PO    | T. Makowski RP   | Z. Włodkowski PSL         | J. Cichoń PO (2007) KO (2019) |                   |                     |          |                            |          |                 |          |          |
| VII  | 2015 | U. Pasławska PSL (2011) TD (2023) | T. Iwiński SLD–UP (2001) SLD (2005) LiD (2007) SLD (2011) | P. Papke PO (2011) KO (2019) | J. Szmit PiS         | I. Arent PiS | L. Staroń PO          | A. Orzechowski PO |                                   | B. Bublewicz PO    | T. Makowski RP   |                           | J. Cichoń PO (2007) KO (2019) |                   |                     |          |                            |          |                 |          |          |
| VIII | 2015 | U. Pasławska PSL (2011) TD (2023) |                                                           | P. Papke PO (2011) KO (2019) | A. Maciejewski K’15  | I. Arent PiS |                       | M. Pampuch .N     | A. Wasilewska PO (2015) KO (2019) | W. Kossakowski PiS |                  | J. Małecki PiS            | J. Cichoń PO (2007) KO (2019) |                   | J. Gosiewski PiS    |          |                            |          |                 |          |          |
| IX   | 2019 | U. Pasławska PSL (2011) TD (2023) |                                                           | P. Papke PO (2011) KO (2019) | W. Maksymowicz PiS   | I. Arent PiS |                       |                   | A. Wasilewska PO (2015) KO (2019) | W. Kossakowski PiS | M. Kulasek SLD   | J. Małecki PiS            | J. Cichoń PO (2007) KO (2019) |                   | M. Wypij PiS        |          |                            |          |                 |          |          |
| IX   | 2021 | U. Pasławska PSL (2011) TD (2023) | A. Wojciechowska KO                                       | P. Papke PO (2011) KO (2019) | W. Maksymowicz PiS   | I. Arent PiS |                       |                   |                                   | W. Kossakowski PiS | M. Kulasek SLD   | J. Małecki PiS            | J. Cichoń PO (2007) KO (2019) |                   | M. Wypij PiS        |          |                            |          |                 |          |          |
| X    | 2023 | U. Pasławska PSL (2011) TD (2023) | A. Wojciechowska KO                                       | P. Papke PO (2011) KO (2019) | J. Cieszyński PiS    | I. Arent PiS |                       | A. Chojecki PiS   |                                   | M. Wróbel KO       | M. Kulasek SLD   | O. Semeniuk-Patkowska PiS | J. Cichoń PO (2007) KO (2019) |                   |                     |          |                            |          |                 |          |          |

### Wybory parlamentarne 2001
| Komitet wyborczy                                      | Komitet wyborczy                              | Głosów  | %     | Mandaty | Wybrani posłowie                                                                          |
| ----------------------------------------------------- | --------------------------------------------- | ------- | ----- | ------- | ----------------------------------------------------------------------------------------- |
|                                                       | KKW Sojusz Lewicy Demokratycznej – Unia Pracy | 108 097 | 47,22 | 5       | Tadeusz Iwiński, Jerzy Dziewulski, Jerzy Czepułkowski, Sebastian Florek, Joanna Sosnowska |
|                                                       | KWW Platforma Obywatelska                     | 26 650  | 11,64 | 1       | Marek Żyliński                                                                            |
|                                                       | Samoobrona Rzeczpospolitej Polskiej           | 22 046  | 9,63  | 1       | Mieczysław Aszkiełowicz                                                                   |
|                                                       | Liga Polskich Rodzin                          | 19 614  | 8,57  | 1       | Halina Nowina Konopka                                                                     |
|                                                       | Prawo i Sprawiedliwość                        | 18 015  | 7,87  | 1       | Aleksander Szczygło                                                                       |
|                                                       | Polskie Stronnictwo Ludowe                    | 15 887  | 6,94  | –       |                                                                                           |
|                                                       | KKW Akcja Wyborcza Solidarność Prawicy        | 9095    | 3,97  | –       |                                                                                           |
|                                                       | Unia Wolności                                 | 7960    | 3,48  | –       |                                                                                           |
|                                                       | Polska Partia Socjalistyczna                  | 836     | 0,37  | –       |                                                                                           |
|                                                       | Alternatywa Ruch Społeczny                    | 698     | 0,30  | –       |                                                                                           |
| Frekwencja: 40,16% Źródło: Państwowa Komisja Wyborcza |                                               |         |       |         |                                                                                           |

Poniższa tabela przedstawia podział mandatów dla komitetów wyborczych na podstawie uzyskanych głosów, a następnie obliczonych ilorazów wyborczych na podstawie zmodyfikowanej metody Sainte-Laguë.
| Podział mandatów dla komitetów wyborczych na podstawie zmodyfikowanej metody Sainte-Laguë | Podział mandatów dla komitetów wyborczych na podstawie zmodyfikowanej metody Sainte-Laguë | Podział mandatów dla komitetów wyborczych na podstawie zmodyfikowanej metody Sainte-Laguë | Podział mandatów dla komitetów wyborczych na podstawie zmodyfikowanej metody Sainte-Laguë | Podział mandatów dla komitetów wyborczych na podstawie zmodyfikowanej metody Sainte-Laguë | Podział mandatów dla komitetów wyborczych na podstawie zmodyfikowanej metody Sainte-Laguë | Podział mandatów dla komitetów wyborczych na podstawie zmodyfikowanej metody Sainte-Laguë | Podział mandatów dla komitetów wyborczych na podstawie zmodyfikowanej metody Sainte-Laguë | Podział mandatów dla komitetów wyborczych na podstawie zmodyfikowanej metody Sainte-Laguë | Podział mandatów dla komitetów wyborczych na podstawie zmodyfikowanej metody Sainte-Laguë | Podział mandatów dla komitetów wyborczych na podstawie zmodyfikowanej metody Sainte-Laguë | Podział mandatów dla komitetów wyborczych na podstawie zmodyfikowanej metody Sainte-Laguë | Podział mandatów dla komitetów wyborczych na podstawie zmodyfikowanej metody Sainte-Laguë |
| Komitet wyborczy                                                                          | Komitet wyborczy                                                                          | Liczba głosów                                                                             | Iloraz wyborczy                                                                           | Iloraz wyborczy                                                                           | Iloraz wyborczy                                                                           | Iloraz wyborczy                                                                           | Iloraz wyborczy                                                                           | Iloraz wyborczy                                                                           | Iloraz wyborczy                                                                           | Iloraz wyborczy                                                                           | Mandaty                                                                                   | TP                                                                                        |
| Komitet wyborczy                                                                          | Komitet wyborczy                                                                          | Liczba głosów                                                                             | /1,4                                                                                      | /3                                                                                        | /5                                                                                        | /7                                                                                        | /9                                                                                        | /11                                                                                       | ...                                                                                       | /17                                                                                       | Mandaty                                                                                   | TP                                                                                        |
| ----------------------------------------------------------------------------------------- | ----------------------------------------------------------------------------------------- | ----------------------------------------------------------------------------------------- | ----------------------------------------------------------------------------------------- | ----------------------------------------------------------------------------------------- | ----------------------------------------------------------------------------------------- | ----------------------------------------------------------------------------------------- | ----------------------------------------------------------------------------------------- | ----------------------------------------------------------------------------------------- | ----------------------------------------------------------------------------------------- | ----------------------------------------------------------------------------------------- | ----------------------------------------------------------------------------------------- | ----------------------------------------------------------------------------------------- |
|                                                                                           | KKW Sojusz Lewicy Demokratycznej – Unia Pracy                                             | 108 097                                                                                   | 77 212                                                                                    | 36 032                                                                                    | 21 619                                                                                    | 15 442                                                                                    | 12 011                                                                                    | 9827                                                                                      | ...                                                                                       | 6359                                                                                      | 5                                                                                         | 4,63                                                                                      |
|                                                                                           | KWW Platforma Obywatelska                                                                 | 26 650                                                                                    | 19 036                                                                                    | 8883                                                                                      | 5330                                                                                      | 3807                                                                                      | 2961                                                                                      | 2423                                                                                      | ...                                                                                       | 1568                                                                                      | 1                                                                                         | 1,14                                                                                      |
|                                                                                           | Samoobrona Rzeczpospolitej Polskiej                                                       | 22 046                                                                                    | 15 747                                                                                    | 7349                                                                                      | 4409                                                                                      | 3149                                                                                      | 2450                                                                                      | 2004                                                                                      | ...                                                                                       | 1297                                                                                      | 1                                                                                         | 0,94                                                                                      |
|                                                                                           | Liga Polskich Rodzin                                                                      | 19 614                                                                                    | 14 010                                                                                    | 6538                                                                                      | 3923                                                                                      | 2802                                                                                      | 2179                                                                                      | 1783                                                                                      | ...                                                                                       | 1154                                                                                      | 1                                                                                         | 0,84                                                                                      |
|                                                                                           | Prawo i Sprawiedliwość                                                                    | 18 015                                                                                    | 12 868                                                                                    | 6005                                                                                      | 3603                                                                                      | 2574                                                                                      | 2002                                                                                      | 1638                                                                                      | ...                                                                                       | 1060                                                                                      | 1                                                                                         | 0,77                                                                                      |
|                                                                                           | Polskie Stronnictwo Ludowe                                                                | 15 887                                                                                    | 11 348                                                                                    | 5296                                                                                      | 3177                                                                                      | 2270                                                                                      | 1765                                                                                      | 1444                                                                                      | ...                                                                                       | 935                                                                                       | 0                                                                                         | 0,68                                                                                      |
| Ogółem                                                                                    | Ogółem                                                                                    | 210 309                                                                                   | –                                                                                         | –                                                                                         | –                                                                                         | –                                                                                         | –                                                                                         | –                                                                                         | –                                                                                         | –                                                                                         | 9                                                                                         | 9                                                                                         |

### Wybory parlamentarne 2005
| Komitet wyborczy                                      | Komitet wyborczy                    | Głosów | %     | Mandaty | Wybrani posłowie                                                             |
| ----------------------------------------------------- | ----------------------------------- | ------ | ----- | ------- | ---------------------------------------------------------------------------- |
|                                                       | Platforma Obywatelska RP            | 49 698 | 24,08 | 3       | Sławomir Rybicki, Lidia Staroń, Beata Bublewicz                              |
|                                                       | Prawo i Sprawiedliwość              | 46 619 | 22,59 | 3       | Aleksander Szczygło, Adam Puza, Jerzy Gosiewski, Iwona Arent, Tadeusz Plawgo |
|                                                       | Sojusz Lewicy Demokratycznej        | 29 476 | 14,28 | 1       | Tadeusz Iwiński                                                              |
|                                                       | Samoobrona Rzeczpospolitej Polskiej | 24 349 | 11,80 | 1       | Mieczysław Aszkiełowicz                                                      |
|                                                       | Polskie Stronnictwo Ludowe          | 19 484 | 9,44  | 1       | Zbigniew Włodkowski                                                          |
|                                                       | Liga Polskich Rodzin                | 16 077 | 7,79  | 1       | Edward Ośko                                                                  |
|                                                       | Socjaldemokracja Polska             | 6373   | 3,09  | –       |                                                                              |
|                                                       | Partia Demokratyczna – demokraci.pl | 6135   | 2,97  | –       |                                                                              |
|                                                       | Platforma Janusza Korwin-Mikke      | 3232   | 1,57  | –       |                                                                              |
|                                                       | Ruch Patriotyczny                   | 1623   | 0,79  | –       |                                                                              |
|                                                       | Polska Partia Pracy                 | 1600   | 0,78  | –       |                                                                              |
|                                                       | Centrum                             | 1139   | 0,55  | –       |                                                                              |
|                                                       | Polska Partia Narodowa              | 559    | 0,27  | –       |                                                                              |
| Frekwencja: 34,54% Źródło: Państwowa Komisja Wyborcza |                                     |        |       |         |                                                                              |

Poniższa tabela przedstawia podział mandatów dla komitetów wyborczych na podstawie uzyskanych głosów, a następnie obliczonych ilorazów wyborczych na podstawie metody D’Hondta.
| Podział mandatów dla komitetów wyborczych na podstawie metody D’Hondta | Podział mandatów dla komitetów wyborczych na podstawie metody D’Hondta | Podział mandatów dla komitetów wyborczych na podstawie metody D’Hondta | Podział mandatów dla komitetów wyborczych na podstawie metody D’Hondta | Podział mandatów dla komitetów wyborczych na podstawie metody D’Hondta | Podział mandatów dla komitetów wyborczych na podstawie metody D’Hondta | Podział mandatów dla komitetów wyborczych na podstawie metody D’Hondta | Podział mandatów dla komitetów wyborczych na podstawie metody D’Hondta | Podział mandatów dla komitetów wyborczych na podstawie metody D’Hondta | Podział mandatów dla komitetów wyborczych na podstawie metody D’Hondta | Podział mandatów dla komitetów wyborczych na podstawie metody D’Hondta |
| Komitet wyborczy                                                       | Komitet wyborczy                                                       | Liczba głosów                                                          | Iloraz wyborczy                                                        | Iloraz wyborczy                                                        | Iloraz wyborczy                                                        | Iloraz wyborczy                                                        | Iloraz wyborczy                                                        | Iloraz wyborczy                                                        | Mandaty                                                                | TP                                                                     |
| Komitet wyborczy                                                       | Komitet wyborczy                                                       | Liczba głosów                                                          | /1                                                                     | /2                                                                     | /3                                                                     | /4                                                                     | ...                                                                    | /10                                                                    | Mandaty                                                                | TP                                                                     |
| ---------------------------------------------------------------------- | ---------------------------------------------------------------------- | ---------------------------------------------------------------------- | ---------------------------------------------------------------------- | ---------------------------------------------------------------------- | ---------------------------------------------------------------------- | ---------------------------------------------------------------------- | ---------------------------------------------------------------------- | ---------------------------------------------------------------------- | ---------------------------------------------------------------------- | ---------------------------------------------------------------------- |
|                                                                        | Platforma Obywatelska RP                                               | 49 698                                                                 | 49 698                                                                 | 24 849                                                                 | 16 566                                                                 | 12 425                                                                 | ...                                                                    | 4970                                                                   | 3                                                                      | 2,68                                                                   |
|                                                                        | Prawo i Sprawiedliwość                                                 | 46 619                                                                 | 46 619                                                                 | 23 310                                                                 | 15 540                                                                 | 11 655                                                                 | ...                                                                    | 4662                                                                   | 3                                                                      | 2,51                                                                   |
|                                                                        | Sojusz Lewicy Demokratycznej                                           | 29 476                                                                 | 29 476                                                                 | 14 738                                                                 | 9825                                                                   | 7369                                                                   | ...                                                                    | 2948                                                                   | 1                                                                      | 1,59                                                                   |
|                                                                        | Samoobrona Rzeczpospolitej Polskiej                                    | 24 349                                                                 | 24 349                                                                 | 12 175                                                                 | 8116                                                                   | 6087                                                                   | ...                                                                    | 2435                                                                   | 1                                                                      | 1,31                                                                   |
|                                                                        | Polskie Stronnictwo Ludowe                                             | 19 484                                                                 | 19 484                                                                 | 9742                                                                   | 6495                                                                   | 4871                                                                   | ...                                                                    | 1948                                                                   | 1                                                                      | 1,05                                                                   |
|                                                                        | Liga Polskich Rodzin                                                   | 16 077                                                                 | 16 077                                                                 | 8039                                                                   | 5359                                                                   | 4019                                                                   | ...                                                                    | 1608                                                                   | 1                                                                      | 0,87                                                                   |
| Ogółem                                                                 | Ogółem                                                                 | 185 703                                                                | –                                                                      | –                                                                      | –                                                                      | –                                                                      | –                                                                      | –                                                                      | 10                                                                     | 10                                                                     |

### Wybory parlamentarne 2007
| Komitet wyborczy                                      | Komitet wyborczy                      | Głosów  | %     | Mandaty | Wybrani posłowie                                                                    |
| ----------------------------------------------------- | ------------------------------------- | ------- | ----- | ------- | ----------------------------------------------------------------------------------- |
|                                                       | Platforma Obywatelska RP              | 135 407 | 45,25 | 5       | Sławomir Rybicki, Beata Bublewicz, Lidia Staroń, Andrzej Orzechowski, Janusz Cichoń |
|                                                       | Prawo i Sprawiedliwość                | 72 259  | 24,15 | 3       | Aleksander Szczygło, Jerzy Gosiewski, Iwona Arent, Wojciech Kossakowski             |
|                                                       | KKW Lewica i Demokraci SLD+SDPL+PD+UP | 42 090  | 14,07 | 1       | Tadeusz Iwiński                                                                     |
|                                                       | Polskie Stronnictwo Ludowe            | 37 744  | 12,61 | 1       | Adam Krzyśków                                                                       |
|                                                       | Samoobrona Rzeczpospolitej Polskiej   | 5093    | 1,70  | –       |                                                                                     |
|                                                       | Liga Polskich Rodzin                  | 3898    | 1,30  | –       |                                                                                     |
|                                                       | Polska Partia Pracy                   | 2740    | 0,92  | –       |                                                                                     |
| Frekwencja: 48,90% Źródło: Państwowa Komisja Wyborcza |                                       |         |       |         |                                                                                     |

Poniższa tabela przedstawia podział mandatów dla komitetów wyborczych na podstawie uzyskanych głosów, a następnie obliczonych ilorazów wyborczych na podstawie metody D’Hondta.
| Podział mandatów dla komitetów wyborczych na podstawie metody D’Hondta | Podział mandatów dla komitetów wyborczych na podstawie metody D’Hondta | Podział mandatów dla komitetów wyborczych na podstawie metody D’Hondta | Podział mandatów dla komitetów wyborczych na podstawie metody D’Hondta | Podział mandatów dla komitetów wyborczych na podstawie metody D’Hondta | Podział mandatów dla komitetów wyborczych na podstawie metody D’Hondta | Podział mandatów dla komitetów wyborczych na podstawie metody D’Hondta | Podział mandatów dla komitetów wyborczych na podstawie metody D’Hondta | Podział mandatów dla komitetów wyborczych na podstawie metody D’Hondta | Podział mandatów dla komitetów wyborczych na podstawie metody D’Hondta | Podział mandatów dla komitetów wyborczych na podstawie metody D’Hondta | Podział mandatów dla komitetów wyborczych na podstawie metody D’Hondta | Podział mandatów dla komitetów wyborczych na podstawie metody D’Hondta |
| Komitet wyborczy                                                       | Komitet wyborczy                                                       | Liczba głosów                                                          | Iloraz wyborczy                                                        | Iloraz wyborczy                                                        | Iloraz wyborczy                                                        | Iloraz wyborczy                                                        | Iloraz wyborczy                                                        | Iloraz wyborczy                                                        | Iloraz wyborczy                                                        | Iloraz wyborczy                                                        | Mandaty                                                                | TP                                                                     |
| Komitet wyborczy                                                       | Komitet wyborczy                                                       | Liczba głosów                                                          | /1                                                                     | /2                                                                     | /3                                                                     | /4                                                                     | /5                                                                     | /6                                                                     | ...                                                                    | /10                                                                    | Mandaty                                                                | TP                                                                     |
| ---------------------------------------------------------------------- | ---------------------------------------------------------------------- | ---------------------------------------------------------------------- | ---------------------------------------------------------------------- | ---------------------------------------------------------------------- | ---------------------------------------------------------------------- | ---------------------------------------------------------------------- | ---------------------------------------------------------------------- | ---------------------------------------------------------------------- | ---------------------------------------------------------------------- | ---------------------------------------------------------------------- | ---------------------------------------------------------------------- | ---------------------------------------------------------------------- |
|                                                                        | Platforma Obywatelska RP                                               | 135 407                                                                | 135 407                                                                | 67 704                                                                 | 45 136                                                                 | 33 852                                                                 | 27 081                                                                 | 22 568                                                                 | ...                                                                    | 13 541                                                                 | 5                                                                      | 4,71                                                                   |
|                                                                        | Prawo i Sprawiedliwość                                                 | 72 259                                                                 | 72 259                                                                 | 36 130                                                                 | 24 086                                                                 | 18 065                                                                 | 14 452                                                                 | 12 043                                                                 | ...                                                                    | 7226                                                                   | 3                                                                      | 2,51                                                                   |
|                                                                        | KKW Lewica i Demokraci SLD+SDPL+PD+UP                                  | 42 090                                                                 | 42 090                                                                 | 21 045                                                                 | 14 030                                                                 | 10 523                                                                 | 8418                                                                   | 7015                                                                   | ...                                                                    | 4209                                                                   | 1                                                                      | 1,46                                                                   |
|                                                                        | Polskie Stronnictwo Ludowe                                             | 37 744                                                                 | 37 744                                                                 | 18 872                                                                 | 12 581                                                                 | 9436                                                                   | 7549                                                                   | 6291                                                                   | ...                                                                    | 3774                                                                   | 1                                                                      | 1,31                                                                   |
| Ogółem                                                                 | Ogółem                                                                 | 287 500                                                                | –                                                                      | –                                                                      | –                                                                      | –                                                                      | –                                                                      | –                                                                      | –                                                                      | –                                                                      | 10                                                                     | 10                                                                     |

### Wybory parlamentarne 2011
| Komitet wyborczy                                      | Komitet wyborczy                  | Głosów  | %     | Mandaty | Wybrani posłowie                                                               |
| ----------------------------------------------------- | --------------------------------- | ------- | ----- | ------- | ------------------------------------------------------------------------------ |
|                                                       | Platforma Obywatelska RP          | 108 522 | 41,73 | 5       | Beata Bublewicz, Lidia Staroń, Janusz Cichoń, Andrzej Orzechowski, Paweł Papke |
|                                                       | Prawo i Sprawiedliwość            | 59 996  | 23,07 | 2       | Jerzy Szmit, Iwona Arent                                                       |
|                                                       | Polskie Stronnictwo Ludowe        | 30 713  | 11,81 | 1       | Zbigniew Włodkowski, Urszula Pasławska                                         |
|                                                       | Ruch Palikota                     | 29 122  | 11,20 | 1       | Tomasz Makowski                                                                |
|                                                       | Sojusz Lewicy Demokratycznej      | 23 020  | 8,85  | 1       | Tadeusz Iwiński                                                                |
|                                                       | Polska Jest Najważniejsza         | 5 276   | 2,03  | –       |                                                                                |
|                                                       | Prawica                           | 1 740   | 0,67  | –       |                                                                                |
|                                                       | Polska Partia Pracy – Sierpień 80 | 1 643   | 0,63  | –       |                                                                                |
| Frekwencja: 43,27% Źródło: Państwowa Komisja Wyborcza |                                   |         |       |         |                                                                                |

Poniższa tabela przedstawia podział mandatów dla komitetów wyborczych na podstawie uzyskanych głosów, a następnie obliczonych ilorazów wyborczych na podstawie metody D’Hondta.
| Podział mandatów dla komitetów wyborczych na podstawie metody D’Hondta | Podział mandatów dla komitetów wyborczych na podstawie metody D’Hondta | Podział mandatów dla komitetów wyborczych na podstawie metody D’Hondta | Podział mandatów dla komitetów wyborczych na podstawie metody D’Hondta | Podział mandatów dla komitetów wyborczych na podstawie metody D’Hondta | Podział mandatów dla komitetów wyborczych na podstawie metody D’Hondta | Podział mandatów dla komitetów wyborczych na podstawie metody D’Hondta | Podział mandatów dla komitetów wyborczych na podstawie metody D’Hondta | Podział mandatów dla komitetów wyborczych na podstawie metody D’Hondta | Podział mandatów dla komitetów wyborczych na podstawie metody D’Hondta | Podział mandatów dla komitetów wyborczych na podstawie metody D’Hondta | Podział mandatów dla komitetów wyborczych na podstawie metody D’Hondta | Podział mandatów dla komitetów wyborczych na podstawie metody D’Hondta |
| Komitet wyborczy                                                       | Komitet wyborczy                                                       | Liczba głosów                                                          | Iloraz wyborczy                                                        | Iloraz wyborczy                                                        | Iloraz wyborczy                                                        | Iloraz wyborczy                                                        | Iloraz wyborczy                                                        | Iloraz wyborczy                                                        | Iloraz wyborczy                                                        | Iloraz wyborczy                                                        | Mandaty                                                                | TP                                                                     |
| Komitet wyborczy                                                       | Komitet wyborczy                                                       | Liczba głosów                                                          | /1                                                                     | /2                                                                     | /3                                                                     | /4                                                                     | /5                                                                     | /6                                                                     | ...                                                                    | /10                                                                    | Mandaty                                                                | TP                                                                     |
| ---------------------------------------------------------------------- | ---------------------------------------------------------------------- | ---------------------------------------------------------------------- | ---------------------------------------------------------------------- | ---------------------------------------------------------------------- | ---------------------------------------------------------------------- | ---------------------------------------------------------------------- | ---------------------------------------------------------------------- | ---------------------------------------------------------------------- | ---------------------------------------------------------------------- | ---------------------------------------------------------------------- | ---------------------------------------------------------------------- | ---------------------------------------------------------------------- |
|                                                                        | Platforma Obywatelska RP                                               | 108 522                                                                | 108 522                                                                | 54 261                                                                 | 36 174                                                                 | 27 131                                                                 | 21 704                                                                 | 18 087                                                                 | ...                                                                    | 10 852                                                                 | 5                                                                      | 4,32                                                                   |
|                                                                        | Prawo i Sprawiedliwość                                                 | 59 996                                                                 | 59 996                                                                 | 29 998                                                                 | 19 999                                                                 | 14 999                                                                 | 11 999                                                                 | 9999                                                                   | ...                                                                    | 6000                                                                   | 2                                                                      | 2,39                                                                   |
|                                                                        | Polskie Stronnictwo Ludowe                                             | 30 713                                                                 | 30 713                                                                 | 15 357                                                                 | 10 238                                                                 | 7678                                                                   | 6143                                                                   | 5119                                                                   | ...                                                                    | 3071                                                                   | 1                                                                      | 1,22                                                                   |
|                                                                        | Ruch Palikota                                                          | 29 122                                                                 | 29 122                                                                 | 14 561                                                                 | 9707                                                                   | 7281                                                                   | 5824                                                                   | 4854                                                                   | ...                                                                    | 2912                                                                   | 1                                                                      | 1,16                                                                   |
|                                                                        | Sojusz Lewicy Demokratycznej                                           | 23 020                                                                 | 23 020                                                                 | 11 510                                                                 | 7673                                                                   | 5755                                                                   | 4604                                                                   | 3837                                                                   | ...                                                                    | 2302                                                                   | 1                                                                      | 0,92                                                                   |
| Ogółem                                                                 | Ogółem                                                                 | 251 373                                                                | –                                                                      | –                                                                      | –                                                                      | –                                                                      | –                                                                      | –                                                                      | –                                                                      | –                                                                      | 10                                                                     | 10                                                                     |

### Wybory parlamentarne 2015
| Komitet wyborczy                                      | Komitet wyborczy                             | Głosów | %     | Mandaty | Wybrani posłowie                                                  |
| ----------------------------------------------------- | -------------------------------------------- | ------ | ----- | ------- | ----------------------------------------------------------------- |
|                                                       | Prawo i Sprawiedliwość                       | 80 970 | 30,42 | 4       | Iwona Arent, Wojciech Kossakowski, Jerzy Małecki, Jerzy Gosiewski |
|                                                       | Platforma Obywatelska RP                     | 72 055 | 27,07 | 3       | Janusz Cichoń, Paweł Papke, Anna Wasilewska                       |
|                                                       | KWW Kukiz’15                                 | 23 888 | 8,97  | 1       | Andrzej Maciejewski                                               |
|                                                       | KKW Zjednoczona Lewica SLD+TR+PPS+UP+Zieloni | 23 312 | 8,76  | –       |                                                                   |
|                                                       | Polskie Stronnictwo Ludowe                   | 22 458 | 8,44  | 1       | Urszula Pasławska                                                 |
|                                                       | Nowoczesna Ryszarda Petru                    | 18 141 | 6,82  | 1       | Mirosław Pampuch                                                  |
|                                                       | KORWiN                                       | 13 584 | 5,10  | –       |                                                                   |
|                                                       | Partia Razem                                 | 9 948  | 3,74  | –       |                                                                   |
|                                                       | KWW Zbigniewa Stonogi                        | 1 810  | 0,68  | –       |                                                                   |
| Frekwencja: 43,13% Źródło: Państwowa Komisja Wyborcza |                                              |        |       |         |                                                                   |

Poniższa tabela przedstawia podział mandatów dla komitetów wyborczych na podstawie uzyskanych głosów, a następnie obliczonych ilorazów wyborczych na podstawie metody D’Hondta.
| Podział mandatów dla komitetów wyborczych na podstawie metody D’Hondta | Podział mandatów dla komitetów wyborczych na podstawie metody D’Hondta | Podział mandatów dla komitetów wyborczych na podstawie metody D’Hondta | Podział mandatów dla komitetów wyborczych na podstawie metody D’Hondta | Podział mandatów dla komitetów wyborczych na podstawie metody D’Hondta | Podział mandatów dla komitetów wyborczych na podstawie metody D’Hondta | Podział mandatów dla komitetów wyborczych na podstawie metody D’Hondta | Podział mandatów dla komitetów wyborczych na podstawie metody D’Hondta | Podział mandatów dla komitetów wyborczych na podstawie metody D’Hondta | Podział mandatów dla komitetów wyborczych na podstawie metody D’Hondta | Podział mandatów dla komitetów wyborczych na podstawie metody D’Hondta | Podział mandatów dla komitetów wyborczych na podstawie metody D’Hondta |
| Komitet wyborczy                                                       | Komitet wyborczy                                                       | Liczba głosów                                                          | Iloraz wyborczy                                                        | Iloraz wyborczy                                                        | Iloraz wyborczy                                                        | Iloraz wyborczy                                                        | Iloraz wyborczy                                                        | Iloraz wyborczy                                                        | Iloraz wyborczy                                                        | Mandaty                                                                | TP                                                                     |
| Komitet wyborczy                                                       | Komitet wyborczy                                                       | Liczba głosów                                                          | /1                                                                     | /2                                                                     | /3                                                                     | /4                                                                     | /5                                                                     | ...                                                                    | /10                                                                    | Mandaty                                                                | TP                                                                     |
| ---------------------------------------------------------------------- | ---------------------------------------------------------------------- | ---------------------------------------------------------------------- | ---------------------------------------------------------------------- | ---------------------------------------------------------------------- | ---------------------------------------------------------------------- | ---------------------------------------------------------------------- | ---------------------------------------------------------------------- | ---------------------------------------------------------------------- | ---------------------------------------------------------------------- | ---------------------------------------------------------------------- | ---------------------------------------------------------------------- |
|                                                                        | Prawo i Sprawiedliwość                                                 | 80 970                                                                 | 80 970                                                                 | 40 485                                                                 | 26 990                                                                 | 20 243                                                                 | 16 194                                                                 | ...                                                                    | 8097                                                                   | 4                                                                      | 3,72                                                                   |
|                                                                        | Platforma Obywatelska RP                                               | 72 055                                                                 | 72 055                                                                 | 36 028                                                                 | 24 018                                                                 | 18 014                                                                 | 14 411                                                                 | ...                                                                    | 7206                                                                   | 3                                                                      | 3,31                                                                   |
|                                                                        | KWW Kukiz’15                                                           | 23 888                                                                 | 23 888                                                                 | 11 944                                                                 | 7963                                                                   | 5972                                                                   | 4778                                                                   | ...                                                                    | 2389                                                                   | 1                                                                      | 1,10                                                                   |
|                                                                        | Polskie Stronnictwo Ludowe                                             | 22 458                                                                 | 22 458                                                                 | 11 229                                                                 | 7486                                                                   | 5615                                                                   | 4492                                                                   | ...                                                                    | 2246                                                                   | 1                                                                      | 1,03                                                                   |
|                                                                        | Nowoczesna Ryszarda Petru                                              | 18 141                                                                 | 18 141                                                                 | 9071                                                                   | 6047                                                                   | 4535                                                                   | 3628                                                                   | ...                                                                    | 1814                                                                   | 1                                                                      | 0,83                                                                   |
| Ogółem                                                                 | Ogółem                                                                 | 217 512                                                                | –                                                                      | –                                                                      | –                                                                      | –                                                                      | –                                                                      | –                                                                      | –                                                                      | 10                                                                     | 10                                                                     |

### Wybory parlamentarne 2019
| Komitet wyborczy                                      | Komitet wyborczy                           | Głosów  | %     | Mandaty | Wybrani posłowie                                                                     |
| ----------------------------------------------------- | ------------------------------------------ | ------- | ----- | ------- | ------------------------------------------------------------------------------------ |
|                                                       | Prawo i Sprawiedliwość                     | 128 760 | 38,82 | 5       | Wojciech Maksymowicz, Iwona Arent, Michał Wypij, Wojciech Kossakowski, Jerzy Małecki |
|                                                       | KKW Koalicja Obywatelska PO .N iPL Zieloni | 87 780  | 26,46 | 3       | Janusz Cichoń, Paweł Papke, Anna Wasilewska, Anna Wojciechowska                      |
|                                                       | Sojusz Lewicy Demokratycznej               | 45 912  | 13,84 | 1       | Marcin Kulasek                                                                       |
|                                                       | Polskie Stronnictwo Ludowe                 | 43 758  | 13,19 | 1       | Urszula Pasławska                                                                    |
|                                                       | Konfederacja Wolność i Niepodległość       | 23 134  | 6,97  | –       |                                                                                      |
|                                                       | Skuteczni Piotra Liroya-Marca              | 2 340   | 0,71  | –       |                                                                                      |
| Frekwencja: 54,32% Źródło: Państwowa Komisja Wyborcza |                                            |         |       |         |                                                                                      |

Poniższa tabela przedstawia podział mandatów dla komitetów wyborczych na podstawie uzyskanych głosów, a następnie obliczonych ilorazów wyborczych na podstawie metody D’Hondta.
| Podział mandatów dla komitetów wyborczych na podstawie metody D’Hondta | Podział mandatów dla komitetów wyborczych na podstawie metody D’Hondta | Podział mandatów dla komitetów wyborczych na podstawie metody D’Hondta | Podział mandatów dla komitetów wyborczych na podstawie metody D’Hondta | Podział mandatów dla komitetów wyborczych na podstawie metody D’Hondta | Podział mandatów dla komitetów wyborczych na podstawie metody D’Hondta | Podział mandatów dla komitetów wyborczych na podstawie metody D’Hondta | Podział mandatów dla komitetów wyborczych na podstawie metody D’Hondta | Podział mandatów dla komitetów wyborczych na podstawie metody D’Hondta | Podział mandatów dla komitetów wyborczych na podstawie metody D’Hondta | Podział mandatów dla komitetów wyborczych na podstawie metody D’Hondta | Podział mandatów dla komitetów wyborczych na podstawie metody D’Hondta | Podział mandatów dla komitetów wyborczych na podstawie metody D’Hondta |
| Komitet wyborczy                                                       | Komitet wyborczy                                                       | Liczba głosów                                                          | Iloraz wyborczy                                                        | Iloraz wyborczy                                                        | Iloraz wyborczy                                                        | Iloraz wyborczy                                                        | Iloraz wyborczy                                                        | Iloraz wyborczy                                                        | Iloraz wyborczy                                                        | Iloraz wyborczy                                                        | Mandaty                                                                | TP                                                                     |
| Komitet wyborczy                                                       | Komitet wyborczy                                                       | Liczba głosów                                                          | /1                                                                     | /2                                                                     | /3                                                                     | /4                                                                     | /5                                                                     | /6                                                                     | ...                                                                    | /10                                                                    | Mandaty                                                                | TP                                                                     |
| ---------------------------------------------------------------------- | ---------------------------------------------------------------------- | ---------------------------------------------------------------------- | ---------------------------------------------------------------------- | ---------------------------------------------------------------------- | ---------------------------------------------------------------------- | ---------------------------------------------------------------------- | ---------------------------------------------------------------------- | ---------------------------------------------------------------------- | ---------------------------------------------------------------------- | ---------------------------------------------------------------------- | ---------------------------------------------------------------------- | ---------------------------------------------------------------------- |
|                                                                        | Prawo i Sprawiedliwość                                                 | 128 760                                                                | 128 760                                                                | 64 380                                                                 | 42 920                                                                 | 32 190                                                                 | 25 752                                                                 | 21 460                                                                 | ...                                                                    | 12 876                                                                 | 5                                                                      | 3,91                                                                   |
|                                                                        | KKW Koalicja Obywatelska PO .N iPL Zieloni                             | 87 780                                                                 | 87 780                                                                 | 43 890                                                                 | 29 260                                                                 | 21 945                                                                 | 17 556                                                                 | 14 630                                                                 | ...                                                                    | 8778                                                                   | 3                                                                      | 2,67                                                                   |
|                                                                        | Sojusz Lewicy Demokratycznej                                           | 45 912                                                                 | 45 912                                                                 | 22 956                                                                 | 15 304                                                                 | 11 478                                                                 | 9182                                                                   | 7652                                                                   | ...                                                                    | 4591                                                                   | 1                                                                      | 1,39                                                                   |
|                                                                        | Polskie Stronnictwo Ludowe                                             | 43 758                                                                 | 43 758                                                                 | 21 879                                                                 | 14 586                                                                 | 10 940                                                                 | 8752                                                                   | 7293                                                                   | ...                                                                    | 4376                                                                   | 1                                                                      | 1,33                                                                   |
|                                                                        | Konfederacja Wolność i Niepodległość                                   | 23 134                                                                 | 23 134                                                                 | 11 567                                                                 | 7711                                                                   | 5784                                                                   | 4627                                                                   | 3856                                                                   | ...                                                                    | 2313                                                                   | 0                                                                      | 0,70                                                                   |
| Ogółem                                                                 | Ogółem                                                                 | 329 344                                                                | –                                                                      | –                                                                      | –                                                                      | –                                                                      | –                                                                      | –                                                                      | –                                                                      | –                                                                      | 10                                                                     | 10                                                                     |

### Wybory parlamentarne 2023
| Komitet wyborczy                                      | Komitet wyborczy                                                           | Głosów  | %     | Mandaty | Wybrani posłowie                                                        |
| ----------------------------------------------------- | -------------------------------------------------------------------------- | ------- | ----- | ------- | ----------------------------------------------------------------------- |
|                                                       | KKW Koalicja Obywatelska PO .N iPL Zieloni                                 | 129 339 | 33,07 | 4       | Janusz Cichoń, Paweł Papke, Anna Wojciechowska, Maciej Wróbel           |
|                                                       | Prawo i Sprawiedliwość                                                     | 126 432 | 32,33 | 4       | Janusz Cieszyński, Artur Chojecki, Iwona Arent, Olga Semeniuk-Patkowska |
|                                                       | KKW Trzecia Droga Polska 2050 Szymona Hołowni – Polskie Stronnictwo Ludowe | 63 007  | 16,11 | 1       | Urszula Pasławska                                                       |
|                                                       | Nowa Lewica                                                                | 31 631  | 8,09  | 1       | Marcin Kulasek                                                          |
|                                                       | Konfederacja Wolność i Niepodległość                                       | 27 119  | 6,93  | –       |                                                                         |
|                                                       | KWW Koalicja Bezpartyjni i Samorządowcy                                    | 7 728   | 1,98  | –       |                                                                         |
|                                                       | Polska Jest Jedna                                                          | 5 802   | 1,48  | –       |                                                                         |
| Frekwencja: 68,11% Źródło: Państwowa Komisja Wyborcza |                                                                            |         |       |         |                                                                         |

Poniższa tabela przedstawia podział mandatów dla komitetów wyborczych na podstawie uzyskanych głosów, a następnie obliczonych ilorazów wyborczych na podstawie metody D’Hondta.
| Podział mandatów dla komitetów wyborczych na podstawie metody D’Hondta | Podział mandatów dla komitetów wyborczych na podstawie metody D’Hondta     | Podział mandatów dla komitetów wyborczych na podstawie metody D’Hondta | Podział mandatów dla komitetów wyborczych na podstawie metody D’Hondta | Podział mandatów dla komitetów wyborczych na podstawie metody D’Hondta | Podział mandatów dla komitetów wyborczych na podstawie metody D’Hondta | Podział mandatów dla komitetów wyborczych na podstawie metody D’Hondta | Podział mandatów dla komitetów wyborczych na podstawie metody D’Hondta | Podział mandatów dla komitetów wyborczych na podstawie metody D’Hondta | Podział mandatów dla komitetów wyborczych na podstawie metody D’Hondta | Podział mandatów dla komitetów wyborczych na podstawie metody D’Hondta | Podział mandatów dla komitetów wyborczych na podstawie metody D’Hondta |
| Komitet wyborczy                                                       | Komitet wyborczy                                                           | Liczba głosów                                                          | Iloraz wyborczy                                                        | Iloraz wyborczy                                                        | Iloraz wyborczy                                                        | Iloraz wyborczy                                                        | Iloraz wyborczy                                                        | Iloraz wyborczy                                                        | Iloraz wyborczy                                                        | Mandaty                                                                | TP                                                                     |
| Komitet wyborczy                                                       | Komitet wyborczy                                                           | Liczba głosów                                                          | /1                                                                     | /2                                                                     | /3                                                                     | /4                                                                     | /5                                                                     | ...                                                                    | /10                                                                    | Mandaty                                                                | TP                                                                     |
| ---------------------------------------------------------------------- | -------------------------------------------------------------------------- | ---------------------------------------------------------------------- | ---------------------------------------------------------------------- | ---------------------------------------------------------------------- | ---------------------------------------------------------------------- | ---------------------------------------------------------------------- | ---------------------------------------------------------------------- | ---------------------------------------------------------------------- | ---------------------------------------------------------------------- | ---------------------------------------------------------------------- | ---------------------------------------------------------------------- |
|                                                                        | KKW Koalicja Obywatelska PO .N iPL Zieloni                                 | 129 339                                                                | 129 339                                                                | 64 670                                                                 | 43 113                                                                 | 32 335                                                                 | 25 868                                                                 | ...                                                                    | 12 934                                                                 | 4                                                                      | 3,42                                                                   |
|                                                                        | Prawo i Sprawiedliwość                                                     | 126 432                                                                | 126 432                                                                | 63 216                                                                 | 42 144                                                                 | 31 608                                                                 | 25 286                                                                 | ...                                                                    | 12 643                                                                 | 4                                                                      | 3,34                                                                   |
|                                                                        | KKW Trzecia Droga Polska 2050 Szymona Hołowni – Polskie Stronnictwo Ludowe | 63 007                                                                 | 63 007                                                                 | 31 504                                                                 | 21 002                                                                 | 15 752                                                                 | 12 601                                                                 | ...                                                                    | 6301                                                                   | 1                                                                      | 1,67                                                                   |
|                                                                        | Nowa Lewica                                                                | 31 631                                                                 | 31 631                                                                 | 15 816                                                                 | 10 544                                                                 | 7908                                                                   | 6326                                                                   | ...                                                                    | 3163                                                                   | 1                                                                      | 0,84                                                                   |
|                                                                        | Konfederacja Wolność i Niepodległość                                       | 27 119                                                                 | 27 119                                                                 | 13 860                                                                 | 9240                                                                   | 6930                                                                   | 5544                                                                   | ...                                                                    | 2772                                                                   | 0                                                                      | 0,73                                                                   |
| Ogółem                                                                 | Ogółem                                                                     | 378 128                                                                | –                                                                      | –                                                                      | –                                                                      | –                                                                      | –                                                                      | –                                                                      | –                                                                      | 10                                                                     | 10                                                                     |